# منتخب السويد لكرة اليد للسيدات
منتخب السويد لكرة اليد للسيدات هو الممثل الرسمي لدولة السويد في رياضة كرة اليد. شارك في بطولة العالم لكرة اليد للسيدات 8 مرات وكانت المشاركة الأولى في سنة 1957، كان أفضل مركز له فيها هو السادس. شارك في كرة اليد في الألعاب الأولمبية الصيفية 3 مرات وكانت المشاركة الأولى في سنة 2008. شارك في بطولة أوروبا لكرة اليد للسيدات 10 مرات وكانت المشاركة الأولى في سنة 1994، كان أفضل مركز له فيها هو الثاني.